# Allium prattii
Allium prattii är en amaryllisväxtart som beskrevs av Charles Henry Wright. Allium prattii ingår i släktet lökar, och familjen amaryllisväxter. Inga underarter finns listade i Catalogue of Life.